# KA9Q
KA9Q ويسمى أيضا KA9Q NOS أو ببساطة NOS، كان لديه شعبية في وقت مبكر من حزمة بروتوكولات الإنترنت والبروتوكولات المرتبطة بها لنظم الراديو الهواة وحواسيب شخصية أصغر متصلة عبر خطوط متسلسلة.

## التسمية
تم تسميته على اسم جهاز الاتصال اللاسلكي للهواة Phil Karn، الذي كتب البرنامج لأول مرة لنظام CP/M ثم قام بتنفيذه إلى دوس على حاسوب IBM PC.

## نبذة
بما أن رمز KA9Q مفتوح المصدر، قام العديد من هواة الراديو بتعديله، لذا فإن العديد من الإصدارات المختلفة كانت متاحة في نفس الوقت. وقد حافظ على KA9Q في وقت لاحق أنتوني فروست (G8UDV الاتصال) وآدم غودفيلو. وقد قام جوناثان نايلور بتوزيعها على أرخميدس أكورن. وحتى عام 1995، كان هذا البرنامج هو برمجيات الوصول القياسية التي وفرها مزود خدمات الإنترنت البريطاني شيطان إنترنت. وتوفر أغلب أنظمة التشغيل الحديثة بناءً تنفيذياً لبروتوكول TCP/IP ؛ ويشمل لينكس على وجه الخصوص جميع وظائف النواة ومرافق الدعم اللازمة لنظام TCP/IP على نظم الراديو للهواة، فضلا عن AX.25 الأساسية ووظيفة NETP/ROM. ولذلك، تعتبر NOS عتيقة من قبل مطورها الأصلي. قد لا يزال لديه استخداماته للأنظمة التي هي صغيرة جدا على لينكس. KA9Q هو أيضا اسم IP-over-IP بروتوكول الاتصال النفقي.

## وصلات خارجية
- فيل كارن صفحة ويب على KA9Q NOS